# Rhipicephalini
Триба Rhipicephalini одна из двух триб семейства иксодовых.
Типовой род Rhipicephalus Koch, 1907
В мировой фауне и Палеоарктике 2 подтрибы
- Подтриба Rhipicephalini
- Подтриба Margaropini

## Подтриба Rhipicephalini
Типовой род Rhipicephalus Koch, 1907.
Типовой вид Ixodes sanguineus Latreille, 1806
Все фазы имеют краевые глаза, дуговидную анальную борозду, 7-11 пар краевых фестонов.
Описано 11 подродов и около 70 видов. Однако таксономический состав мировой фауны изучен недостаточно. Статусы некоторых видов неясны. Наибольшее число видов свойственно Эфиопской зоогеографической области. Большинство видов с пастбищным типом подстерегания, имеются виды и с норным подстереганием.
В фауне бывшего СССР 2 подрода Rhipicephalus (s. str.) и Digineus.

## ПодтрибаMargaropini
Типовой род Margaropus Karsch, 1879
Все стадии жизненного цикла характеризуются отсутствием дуговидной анальной борозды и частичной или полной редукцией краевых фестонов.
Включает два рода: Margaropus Karsch, 1879 (три вида обитающих в Эфиопской области) и Boophilus , распространённый по всему миру (в Новый Свет завезён со скотом. Первично тип подстерегания пастбищный. Цикл развития при паразитировании на скоте – однохозяинный.
- Род Margaropus Karsch, 1879
- Род Boophilus Curtice, 1981

Род Boophilus Curtice, 1981
Типовой вид Ixodes bovis Riley, 1869
У всех фаз дуговая анальная борозда и краевые фестоны отсутствуют. В мировой фауне известно 7 видов. Тип подстерегания пастбищный и пастбищно-стойловый. Цикл развития однохозяинный. Преимущественно паразиты копытных. Три вида перешли к паразитированию на скоте, и причиняют значительный вред животноводству.
В фауне бывшего СССР один вид Boophilus annulatus (Say, 1821).
Выделяют три подрода:
- Boophilus (s. str) Curtice, 1981
- Palpoboophilus Minning, 1934
- Uroboophilus Minning, 1934